# Eugen Czaplewski
Alexander Emil Hermann Eugen Czaplewski (ur. 17 listopada 1865 w Królewcu, zm. 15 listopada 1945 w Kolonii) – niemiecki lekarz, bakteriolog.

## Życiorys
Był synem Carla Czaplewskiego, sekretarza Prowincjonalnej Rady Szkolnej (Provinzial-Schul-Kollegium) i sierocińca w Królewcu, i Clary z domu Seydler. Studiował na Uniwersytecie Albrechta w Królewcu, gdzie był uczniem Baumgartena, oraz na Uniwersytecie Ludwika i Maksymiliana w Monachium. W 1889 w Królewcu został doktorem medycyny. W 1894 pod kierunkiem Esmarcha habilitował się w Królewcu w dziedzinie higieny i bakteriologii. 1 października 1897 został dyrektorem laboratorium bakteriologicznego w Kolonii. Od 1908 był profesorem; po utworzeniu Uniwersytetu Kolońskiego w 1919 roku objął na nim katedrę bakteriologii. W 1931 przeszedł na emeryturę.
W 1897 roku ożenił się z Lisą Berding; miał z nią dwie córki.

## Dorobek naukowy
Był autorem około 100 publikacji naukowych. Większość z nich dotyczyła zagadnień higieny i zwalczania chorób zakaźnych.

## Wybrane prace
- Untersuchungen über die Immunität der Tauben gegen Milzbrand. Beiträge zur pathologischen Anatomie und zur allgemeinen Pathologie 7, 1889
- Untersuchungen über die Immunität der Tauben gegen Milzbrand. Königsberg: Emil Rautenberg, 1889
- Zur Anlage bakteriologischer Museen. Centralblatt für Bakteriologie 6, 1889
- Zur Sputumuntersuchung. Mittheilungen aus Dr. Brehmer’s Heilanstalt für Lungenkranke in Göbersdorf, 1891
- Zum Nachweis der Tuberkelbacillen im Sputum. Centralblatt für Bakteriologie 8, 1890
- Die Untersuchung des Auswurfs auf Tuberkelbacillen. Jena: Fischer, 1891
- Weitere Untersuchungen über die Immunität der Tauben gegen Milzbrand[1]. 1892
- Versuche mit einem neuen Apparat zur Darstellung künstlicher Mineralwässer. Hygienische Rundschau, 1895
- Ein neuer mikrophotographischer Apparat. Zeitschrift für wissenschaftliche Mikroskopie und für mikroskopische Technik 13, 1896
- Über einen aus einem Leprafall gezüchteten alkohol- und säurefesten Bacillus aus der Tuberkelbacillengruppe. Centralblatt für Bakteriologie 23, 1898
- Bacteriologische Untersuchungen bei Keuchhusten[2]. 1898
- Zur Frage der bei Keuchhusten beschriebenen Polbacterien. Centralblatt für Bakteriologie 24, 1898
- Über Wohnungsdesinfection mit Formaldehyd. 1898
- Kurzes Lehrbuch der Desinfektion als Nachschlagebuch für Desinfektoren, Ärzte, Medizinal- und Verwaltungsbeamte, unter Zugrundelegung der Einrichtungen der Desinfektionsanstalt der Stadt Cöln. Bonn: Hager, 1904